# RCW 88
RCW 88 è una piccola nebulosa a emissione visibile nella costellazione australe del Compasso.
Appare come una piccola nube situata nella parte settentrionale della costellazione, in corrispondenza di una regione fortemente oscurata della Via Lattea australe; presenta una spessa banda oscura che la attraversa in senso nord-sud dividendola apparentemente in due parti quasi equivalenti. Data la sua declinazione fortemente australe, la sua osservazione è possibile solo dalle regioni dell'emisfero australe terrestre e da quelle tropicali dell'emisfero boreale; dall'emisfero sud appare circumpolare fino alle latitudini subtropicali. Il periodo più indicato per la sua osservazione nel cielo serale va da aprile a ottobre.
Si tratta di una regione H II situata probabilmente sul bordo interno del Braccio del Sagittario alla distanza di circa 3000 parsec (circa 9800 anni luce) e farebbe parte di una grande regione di formazione stellare che comprenderebbe anche le vicine nubi RCW 87 e RCW 89. Secondo altre teorie, tuttavia, questa nube si troverebbe ad una distanza notevolmente inferiore, attorno ai 1800 parsec (5870 anni luce) e sarebbe ionizzata da due stelle di classe spettrale ignota catalogate come ALS 19448 e ALS 19449, entrambe di dodicesima magnitudine; alla nube sarebbe associata anche la nebulosa oscura [DB2002b] G320.24+0.42 e, forse, il giovane ammasso aperto [MCM2005b] 59, visibile alla lunghezza d'onda dell'infrarosso in direzione di RCW 88. Fra le componenti della nebulosa figura anche una sorgente infrarossa individuata dall'IRAS e catalogata come IRAS 15033-5736.